# أحمد ماهر (مخرج)
أحمد ماهر (5 مايو 1968 -) مخرج مصري.

## حياته ونشأته
تخرج من معهد السينما درس صناعة السينما بإيطاليا و أيضا بالقاهرة عام 1991، له فيلمان قصيران هما علامات أبريل وآخر النهار، إلى جانب مجموعة من الأفلام التسجيلية والقصيرة في إيطاليا حيث يقوم بتدريس التمثيل والإخراج بأحد المعاهد الفنية بها.
كان يحضر لإخراج فيلم من بطولة النجم الراحل أحمد زكي ولكنه وافته المنية قبل إتمامه .
وأخرج فيلم من تأليفه المسافر بطولة النجم عمر الشريف، خالد النبوي، عمرو واكد و سيرين عبد النور و قد ترشح فيلم المسافر لمهرجان كان السينمائي و مهرجانات أخرى وكذلك شارك في إخراج عدد من حلقات لحظات حرجة.
أنشأ الدكتور أحمد ماهر مؤسسة مستقلة بالقاهرة تسمي Escape home في أوائل سنة 2015 لتعليم و تنمية موهبة التمثيل السينمائي (للهواة و المحترفين) و قد شارك بها بعض النجوم السينمائين مؤخرا ، كتابة السيناريو وتدريس الإخراج و التصوير السينمائي.

## روابط خارجية
- أحمد ماهر على موقع IMDb (الإنجليزية)
- أحمد ماهر على موقع قاعدة بيانات الأفلام العربية
- أحمد ماهر على موقع ألو سيني (الفرنسية)
- أحمد ماهر على موقع أول موفي (الإنجليزية)
- أحمد ماهر على موقع قاعدة بيانات الفيلم (الإنجليزية)
- أحمد ماهر على موقع كينوبويسك (الروسية)